# 佐賀県専修学校一覧
佐賀県専修学校一覧（さがけんせんしゅうがっこういちらん）は、佐賀県の専修学校の一覧。

## 公立専修学校
公立専修学校一覧 文部科学省 令和5年5月時点 より

### 佐賀市
- 佐賀県農業大学校

## 私立専修学校

### 佐賀市
- 専門学校公務員ゼミナール
- アイ・ビービューティカレッジ
- 九州国際情報ビジネス専門学校
- 佐賀工業専門学校
- 佐賀コンピュータ専門学校
- 佐賀歯科衛生専門学校
- 専修学校久留米ゼミナール佐賀校

- 西九州大学佐賀調理製菓専門学校
- 九州国際高等学園
- 寺元ドレメデザイン専門学校
- 佐賀星生学園
- エッジ国際美容専門学校
- 佐賀県医療センター好生館看護学院

### 唐津市
- アカデミー看護専門学校
- 唐津ビジネスカレッジ
- 唐津看護専門学校
- 専門学校モードリゲル

### 鳥栖市
- 九州医療専門学校
- 医療福祉専門学校緑生館
- アカデミー看護専門学校
- 鳥栖三養基医師会立看護高等専修学校
- CODO外語観光専門学校

### 伊万里市
- 伊万里看護学校

### 武雄市
- 武雄看護学校
- 武雄看護リハビリテーション学校

### 鹿島市
- 鹿島藤津地区医師会立看護高等専修学校

### 嬉野市
- 嬉野医療センター附属看護学校